# Blackwood's Magazine
Blackwood's Magazine, var en skotsk tidskrift utgiven 1817-1980.
Tidskriften grundades 1817 av chefen för det stora bokförlaget Blackwood & sons, William Blackwood, vilke var dess redaktör fram till sin död 1834. Blackwood's Magazine fick ett stort inflytande som det skotska torypartiets organ och samtidens främsta skotska författare medverkade i den. Tidskriften övertogs efter Blackwoods död av hans söner.